# Wereldkampioenschappen baanwielrennen 1931
De wereldkampioenschappen baanwielrennen 1931 werden van 21 tot en met 30 augustus 1931 gehouden in het Deense Kopenhagen. Er stonden drie onderdelen op het programma, twee voor beroepsrenners en een voor amateurs.

## Uitslagen

### Beroepsrenners
| Onderdeel | Goud               | Goud            | Zilver         | Zilver          | Brons         | Brons  |
| --------- | ------------------ | --------------- | -------------- | --------------- | ------------- | ------ |
| Sprint    | Willy Falck Hansen | Denemarken      | Lucien Michard | Frankrijk       | Jef Scherens  | België |
| Stayeren  | Walter Sawall      | Weimarrepubliek | Erich Möller   | Weimarrepubliek | Victor Linart | België |

### Amateurs
| Onderdeel | Goud          | Goud       | Zilver       | Zilver     | Brons                | Brons      |
| --------- | ------------- | ---------- | ------------ | ---------- | -------------------- | ---------- |
| Sprint    | Helger Harder | Denemarken | Willy Gervin | Denemarken | Anker Meyer-Andersen | Denemarken |

### Medaillespiegel
| Plaats | Land            | Goud | Zilver | Brons | Totaal |
| 1      | Denemarken      | 2    | 1      | 1     | 4      |
| 2      | Weimarrepubliek | 1    | 1      | 0     | 2      |
| 3      | Frankrijk       | 0    | 1      | 0     | 1      |
| 4      | België          | 0    | 0      | 2     | 2      |
| Totaal | Totaal          | 3    | 3      | 3     | 9      |